# Poplar-Cotton Center
Poplar-Cotton Center è un census-designated place (CDP) degli Stati Uniti d'America situato in California, nella contea di Tulare.